# HB Tórshavn
HB Tórshavn, vollständiger Name Havnar Bóltfelag („Havner Ballverein“), abgekürzt HB, ist der erfolgreichste färöische Fußballclub bei den Männern. Früher war dieser ebenfalls im Volleyball aktiv.

## Fußball

### Geschichte

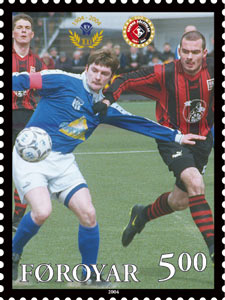
HB Tórshavn (rot-schwarz) und KÍ Klaksvík (blau).

HB wurde 1904 in der Hauptstadt Tórshavn gegründet. Neben HB gibt es in Tórshavn noch B36 Tórshavn (1936), FF Giza (1968, bis 2009 als NÍF Nólsoy), AB Argir (1973), Fram Tórshavn (1975) und Undrið FF (2006).
Der Verein hat ungefähr 1000 Mitglieder, davon 600 Aktive.
HB war 24 Mal färöischer Meister (damit Rekordmeister seit dem 12. September 2004) und 30 Mal Pokalsieger (beides seit 1955). Seinen größten Erfolg im UEFA-Pokal feierte HB Tórshavn 1998 gegen Vaasan PS (Finnland) mit 2:0. Höchste Niederlage auf dieser Ebene war das 0:10 gegen Tromsø IL (Norwegen) 1995.

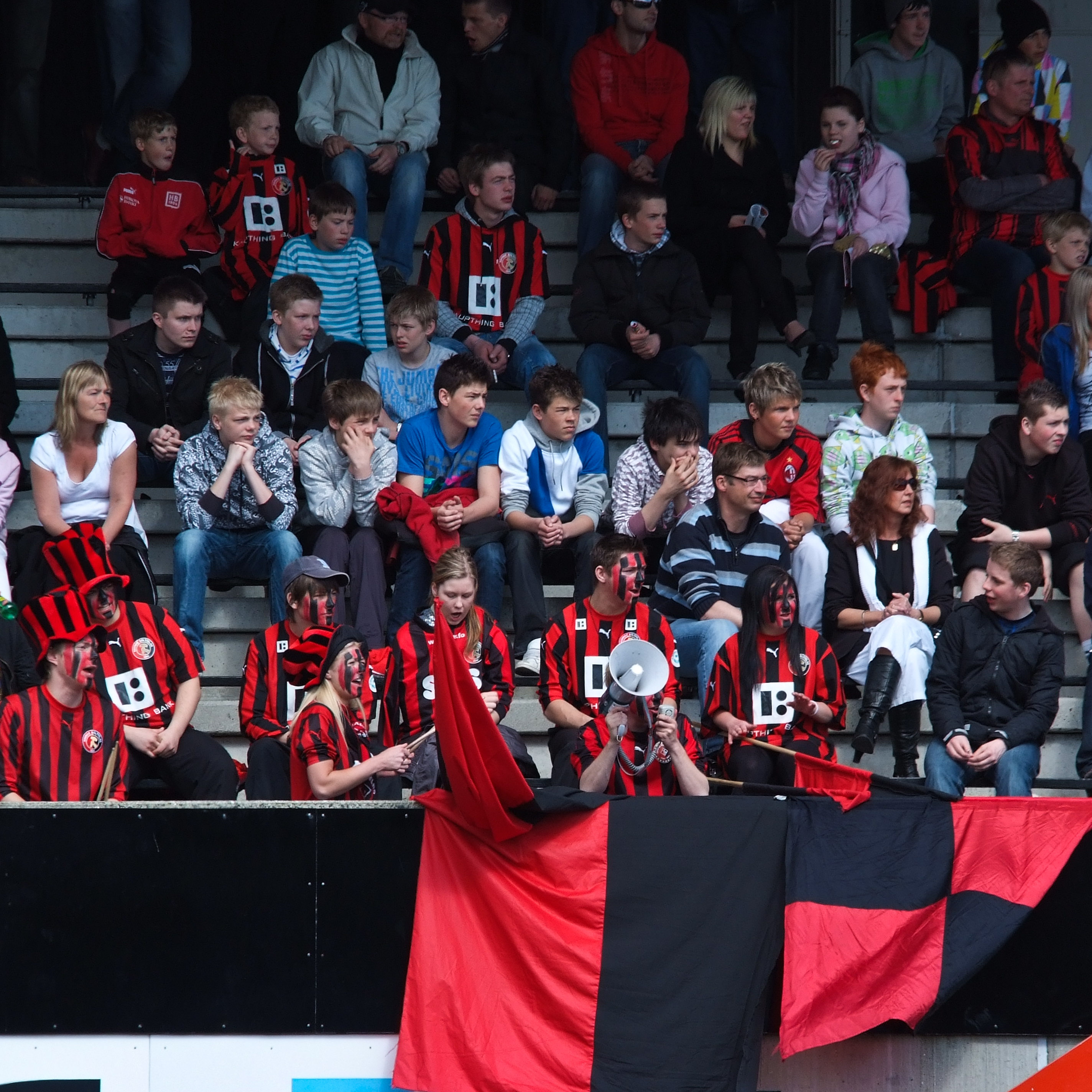
Fans des HB Tórshavn.

„16 Mal färöischer Meister“ konnte bis 2003 ebenfalls noch Erzrivale KÍ Klaksvík (ebenfalls 1904 gegründet) von sich sagen, als beide Vereine den Rekordmeistertitel innehielten. Der ewige Kampf der beiden damaligen Rekordmeister gipfelte in den denkwürdigen Runden von 1971 und 1972. Jeweils im letzten Saisonspiel holte sich die gegnerische Mannschaft den Meistertitel auswärts: Erst der HB in Klaksvík und im Jahr darauf der KÍ in Tórshavn.

### Kader der Saison 2024
Stand: 20. Juli 2024
| Nr. |          | Position | Name                   |
| --- | -------- | -------- | ---------------------- |
| 1   | Faroer   | TW       | Teitur Gestsson        |
| 3   | Faroer   | AB       | Viljormur Davidsen     |
| 4   | Faroer   | MF       | Heðin Hansen           |
| 5   | Faroer   | MF       | Noah Mneney            |
| 6   | Faroer   | MF       | Magnus Jacobsen        |
| 7   | Faroer   | AB       | Hanus Sørensen         |
| 8   | Danemark | MF       | Sammy Skytte           |
| 9   | Faroer   | MF       | Tróndur Jensen         |
| 10  | Faroer   | ST       | Áki Samuelsen          |
| 11  | Ghana    | ST       | Emmanuel Agyemang Duah |
| 12  | Gambia   | ST       | Maha Samba             |
| 13  | Faroer   | TW       | Rasmus Nilsson         |

| Nr. |          | Position | Name             |
| --- | -------- | -------- | ---------------- |
| 14  | Faroer   | ST       | Jákup Thomsen    |
| 17  | Faroer   | AB       | Bartal Wardum    |
| 19  | Danemark | ST       | Mikkel Dahl      |
| 20  | Faroer   | MF       | Ási Dam          |
| 21  | Faroer   | AB       | Ejvind Mouritsen |
| 22  | Faroer   | AB       | Ári Mohr Jónsson |
| 26  | Faroer   | MF       | Dánjal Reginsson |
| 27  | Danemark | AB       | Mathias Voss     |
| 28  | Faroer   | AB       | Samuel Chukwudi  |
| 29  | Faroer   | ST       | Rani Sörensen    |
| 30  | Faroer   | ST       | Leivur Guttesen  |
| 30  | Faroer   | MF       | Djóni Samuelsen  |

### Trainer
- Jóhan Nielsen (1978–1979)
- David Graham (1980)
- Jóhan Nielsen (1981–1982)
- Ole Skoubo (1983)
- Sverri Jacobsen (1984–1985)
- Jack Johnson (1986)
- Jóhan Nielsen (1987–1989)
- Jógvan Norðbúð (1990–1991)
- Sverri Jacobsen (1992–1993)
- Jóannes Jakobsen (1994–1995)
- Jóhan Nielsen (1996–1997)
- Oddbjørn Joensen (1997)
- Ion Geolgău (1998–2001)
- Ingi Rasmussen (2001)
- Ion Geolgău (2001–2002)
- Jóannes Jakobsen & Kári Nielsen (2002)
- Frank Skytte (2003)
- Heine Fernandez (2004–2005)
- Julian Hansen (2005)
- Krzysztof Popczynski (2006–2007)
- Heðin Askham (2007)
- Albert Ellefsen (2007)
- Rúni Nolsøe (2008)
- Rúni Nolsøe & Sámal Erik Hentze (2008–2009)
- Kristján Guðmundsson (2010)
- Julian Hansen (2010–2011)
- Sigfríður S. Clementsen (2011–2012)
- Oddbjørn Joensen (2013)
- Heðin Askham (2014–2015)
- Milan Ćimburović (2015)
- Jan Dam (2016)
- Sigfríður Clementsen (2017)
- Heimir Guðjónsson (2018–2019)
- Berthel Askou (2020)
- Jonas Dal Andersen (2021)
- Kevin Schindler (2021)
- Allan Dybczak (2021)
- Kim Engstrøm (2022)
- Dalibor Savic (2022–2023)
- Jákup Martin Joensen (2023)
- Adolfo Sormani (2024)

### Bekannte Spieler

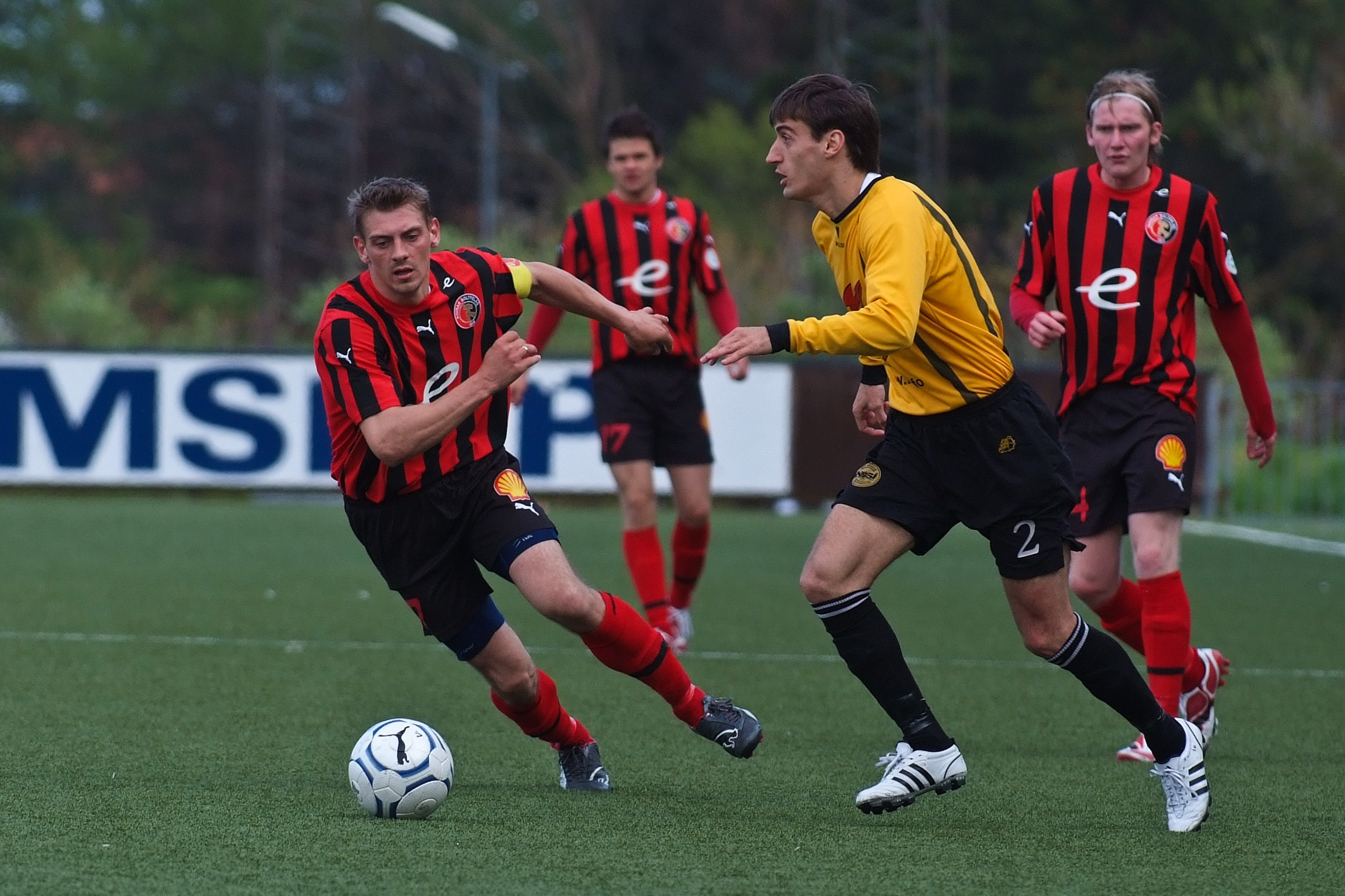
HB Tórshavn (rot-schwarz) im Spiel gegen NSÍ Runavík (gelb) 2008.

Aufgelistet sind alle Spieler, die mindestens zehn Spiele für die Nationalmannschaft absolviert haben.
- Uni Arge (1988–1997, 1999, 2001–2002, 2004–2006)
- Fróði Benjaminsen (2008–2016)
- Jákup á Borg (2004–2008)
- Jan Dam (1986–1995, 1997–1999, 2002–2004, 2006)
- Jóhan Troest Davidsen (2012–2017)
- Jóan Símun Edmundsson (2014)
- Andrew av Fløtum (1996–2003, 2007–2015, 2017)
- Arnbjørn Hansen (2015–2016)
- Hans Fróði Hansen (1997–1999)
- Hallur Hansson (2008, 2011–2012)
- Christian Høgni Jacobsen (2007–2008)
- Jón Rói Jacobsen (1999–2002)
- Rógvi Jacobsen (2001–2004, 2006–2007)
- Jóannes Jakobsen (1979–1985, 1987–1990, 1993–1995, 1999, 2002)
- Jóhannis Joensen (1996–2002, 2005)
- René Joensen (2014–2015, 2019–2021)
- Julian Johnsson (1992–1995)
- Heðin á Lakjuni (2004)
- Christian Mouritsen (2008–2009, 2012–2016)
- Allan Mørkøre (1997–2001)
- Jan Allan Müller (1994)
- Jens Erik Rasmussen (1992, 1997–1999)
- Kári Reynheim (1982–1985, 1987, 1993, 1995, 2002)
- Símun Eiler Samuelsen (2010–2015, 2017–2019)
- Mikkjal Thomassen (1994–1997)

Rekordspieler der ersten Liga ist Teitur Gestsson mit 319 Spielen. Andrew av Fløtum erzielte mit 123 die meisten Tore in der Betrideildin (Stand: Ende 2023).

### Erfolge

#### Titel
- 24 × Färöischer Meister: 1955, 1960, 1963, 1964, 1965, 1971, 1973, 1974, 1975, 1978, 1981, 1982, 1988, 1990, 1998, 2002, 2003, 2004, 2006, 2009, 2010, 2013, 2018, 2020
- 30 × Färöischer Pokalsieger: 1955, 1957, 1959, 1962, 1963, 1964, 1968, 1969, 1971, 1972, 1973, 1975, 1976, 1978, 1979, 1980, 1981, 1982, 1984, 1987, 1988, 1989, 1992, 1995, 1998, 2004, 2019, 2020, 2023, 2024
- 6 × Färöischer Supercup: 2009, 2010, 2019, 2021, 2024. 2025
- 1 × Sieger im Atlantic Cup: 2004

#### Ligarekorde
- Höchster Heimsieg: 14:1 gegen ÍF Fuglafjørður (1. August 1971)
- Höchste Heimniederlage: 0:10 gegen B36 Tórshavn (1945)[4]
- Höchster Auswärtssieg: 10:1 gegen ÍF Fuglafjørður (3. August 1998), 9:0 gegen B71 Sandur (23. August 1997)
- Höchste Auswärtsniederlage: 0:6 gegen KÍ Klaksvík (6. August 1967), 0:6 gegen B36 Tórshavn (2. Juli 2006), 1:7 gegen ÍF Fuglafjørður (25. September 2011)
- Torreichstes Spiel: HB Tórshavn–ÍF Fuglafjørður 14:1 (1. August 1971)
- Ewige Tabelle: 1. Platz

### Europapokalbilanz
| Saison    | Wettbewerb                    | Runde                  | Gegner                   | Gesamt          | Hin                 | Rück                |
| --------- | ----------------------------- | ---------------------- | ------------------------ | --------------- | ------------------- | ------------------- |
| 1993/94   | Europapokal der Pokalsieger   | Vorrunde               | RAF Jelgava              | 3:1             | 0:1 (A)             | 3:0 (H) 1           |
| 1993/94   | Europapokal der Pokalsieger   | 1. Runde               | FC Universitatea Craiova | 0:7             | 0:4 (A)             | 0:3 (H)             |
| 1994/95   | UEFA-Pokal                    | Vorrunde               | FC Motherwell            | 1:7             | 0:3 (A)             | 1:4 (H)             |
| 1995      | UEFA Intertoto Cup            | Gruppenphase           | Universitatea Cluj       | 0:0             | 0:0 (H)             | 0:0 (H)             |
| 1995      | UEFA Intertoto Cup            | Gruppenphase           | Tromsø IL                | 00:10           | 00:10 (A)           | 00:10 (A)           |
| 1995      | UEFA Intertoto Cup            | Gruppenphase           | Germinal Ekeren          | 1:1             | 1:1 (H)             | 1:1 (H)             |
| 1995      | UEFA Intertoto Cup            | Gruppenphase           | FC Aarau                 | 1:6             | 1:6 (A)             | 1:6 (A)             |
| 1996/97   | Europapokal der Pokalsieger   | Qualifikation          | FC Dinamo Batumi         | 0:9             | 0:6 (A)             | 0:3 (H)             |
| 1997/98   | Europapokal der Pokalsieger   | Qualifikation          | APOEL Nikosia            | 1:7             | 1:1 (H)             | 0:6 (A)             |
| 1998/99   | UEFA-Pokal                    | Vorrunde               | Vaasan PS                | 2:4             | 2:0 (H)             | 0:4 (A)             |
| 1999/2000 | UEFA Champions League         | 1. Qualifikationsrunde | Haka Valkeakoski         | 1:7             | 1:1 (H)             | 0:6 (A)             |
| 2000      | UEFA Intertoto Cup            | 1. Runde               | Lombard FC Tatabánya     | 0:7             | 0:4 (H)             | 0:3 (A)             |
| 2001/02   | UEFA-Pokal                    | Vorrunde               | Grazer AK                | 2:6             | 2:2 (H)             | 0:4 (A)             |
| 2003/04   | UEFA Champions League         | 1. Qualifikationsrunde | FBK Kaunas               | 1:5             | 0:1 (H)             | 1:4 (A)             |
| 2004/05   | UEFA Champions League         | 1. Qualifikationsrunde | WIT Georgia Tiflis       | 3:5             | 0:5 (A)             | 3:0 (H)             |
| 2005/06   | UEFA Champions League         | 1. Qualifikationsrunde | FBK Kaunas               | 2:8             | 2:4 (H)             | 0:4 (A)             |
| 2006      | UEFA Intertoto Cup            | 1. Runde               | Dinaburg Daugavpils      | 1:2             | 1:1 (A)             | 0:1 (H)             |
| 2007/08   | UEFA Champions League         | 1. Qualifikationsrunde | FH Hafnarfjörður         | 1:4             | 1:4 (A)             | 0:0 (H)             |
| 2008      | UEFA Intertoto Cup            | 1. Runde               | IF Elfsborg              | 1:4             | 1:4 (H)             | 0:0 (A)             |
| 2009/10   | UEFA Europa League            | 2. Qualifikationsrunde | Omonia Nikosia           | 1:8             | 0:4 (A)             | 1:4 (H)             |
| 2010/11   | UEFA Champions League         | 2. Qualifikationsrunde | FC Red Bull Salzburg     | 1:5             | 0:5 (A)             | 1:0 (H)             |
| 2011/12   | UEFA Champions League         | 2. Qualifikationsrunde | Malmö FF                 | 1:3             | 0:2 (A)             | 1:1 (H)             |
| 2013/14   | UEFA Europa League            | 1. Qualifikationsrunde | ÍBV Vestmannaeyjar       | 1:2             | 1:1 (A)             | 0:1 (H)             |
| 2014/15   | UEFA Champions League         | 1. Qualifikationsrunde | Lincoln Red Imps FC      | 6:3             | 1:1 (A)             | 5:2 (H)             |
| 2014/15   | UEFA Champions League         | 2. Qualifikationsrunde | FK Partizan Belgrad      | 1:6             | 0:3 (A)             | 1:3 (H)             |
| 2015/16   | UEFA Europa League            | 1. Qualifikationsrunde | FK Trakai                | 1:7             | 0:3 (A)             | 1:4 (H)             |
| 2016/17   | UEFA Europa League            | 1. Qualifikationsrunde | FC Levadia Tallinn       | 1:3             | 1:1 (A)             | 0:2 (H)             |
| 2019/20   | UEFA Champions League         | 1. Qualifikationsrunde | HJK Helsinki             | 2:5             | 0:3 (A)             | 2:2 (H)             |
| 2019/20   | UEFA Europa League            | 2. Qualifikationsrunde | Linfield FC              | 2:3             | 2:2 (H)             | 0:1 (A)             |
| 2020/21   | UEFA Europa League            | Vorqualifikation       | Glentoran FC             | 0:1             | 0:1 (A)             | 0:1 (A)             |
| 2021/22   | UEFA Champions League         | Vorrunde, Halbfinale   | Inter Club d’Escaldes    | 0:1             | 0:1 in Albanien (N) | 0:1 in Albanien (N) |
| 2021/22   | UEFA Europa Conference League | 2. Qualifikationsrunde | FK Budućnost Podgorica   | 6:0             | 4:0 (H)             | 2:0 (A)             |
| 2021/22   | UEFA Europa Conference League | 3. Qualifikationsrunde | Maccabi Haifa            | 3:7             | 2:7 (A)             | 1:0 (H)             |
| 2022/23   | UEFA Europa Conference League | 1. Qualifikationsrunde | Newtown AFC              | 2:2 (2:4 i. E.) | 1:0 (H)             | 1:2 n. V. (A)       |
| 2023/24   | UEFA Europa Conference League | 1. Qualifikationsrunde | Derry City               | 0:1             | 0:0 (H)             | 0:1 (A)             |
| 2024/25   | UEFA Conference League        | 2. Qualifikationsrunde | Hajduk Split             | 0:2             | 0:2 (A)             | 0:0 (H)             |
| 2025/26   | UEFA Conference League        | 2. Qualifikationsrunde | Brøndby IF               | 1:2             | 1:1 (H)             | 0:1 (A)             |

Legende: (H) – Heimspiel, (A) – Auswärtsspiel, (N) – neutraler Platz, (a) – Auswärtstorregel, (i. E.) – im Elfmeterschießen, (n. V.) – nach Verlängerung
| Wettbewerb                      | Spiele | S | U   | N  | T+ | T-   |
| ------------------------------- | ------ | - | --- | -- | -- | ---- |
| UEFA Champions League           | 21     | 3 | 5   | 13 | 19 | 52   |
| Europapokal der Pokalsieger     | 08     | 1 | 1   | 06 | 04 | 24   |
| UEFA-Pokal / UEFA Europa League | 17     | 1 | 4   | 12 | 11 | 41   |
| Intertoto Cup                   | 10     | 0 | 4   | 06 | 04 | 30   |
| UEFA Europa Conference League   | 12     | 4 | 3   | 05 | 12 | 14   |
| Total                           | 68     | 9 | 170 | 42 | 50 | 1610 |

Stand: 31. Juli 2025
Rekordtorschütze im Europapokal ist Levi Hanssen mit vier Treffern.

## HB Tórshavn II
Die zweite Mannschaft nahm zwei Jahre an der höchsten Spielklasse teil, als dies noch möglich war. Von den zehn Spielen wurden jedoch nur zwei gewonnen. Seit 2005 spielt die zweite Mannschaft von HB in der zweiten Liga.

### Ligarekorde
- Erstligateilnahmen: 1948, 1949
- Beste Ligaplatzierung: 5. Platz (1948, 1949)
- Höchster Heimsieg: 5:0 gegen VB Vágur (1949)
- Höchste Heimniederlage: 1:6 gegen HB Tórshavn (1948)
- Höchster Auswärtssieg: 3:0 gegen B36 Tórshavn II (1948)
- Höchste Auswärtsniederlage: 0:9 gegen KÍ Klaksvík (1948), 1:10 gegen TB Tvøroyri (1949)
- Torreichstes Spiel: TB Tvøroyri gegen HB Tórshavn II 10:1 (1949)
- Ewige Tabelle: 24. Platz

## Frauenfußball
Das Frauenteam von HB war mit Einführung der 1. Deild eine der dominierenden Mannschaften. Ging das Endspiel um die Meisterschaft 1985 noch mit 1:2 gegen B36 Tórshavn verloren, folgte im Jahr darauf der erste Titel. Bis auf wenige Ausnahmen konnte sich die Mannschaft immer in der Spitzengruppe halten, was zu weiteren Titeln führte. Auch das erste Pokalendspiel überhaupt wurde mit 3:1 nach Verlängerung gegen Skála ÍF gewonnen, 1999 schafften sie das Double aus Meisterschaft und Pokal, 2001 gelang der fünfte und bisher letzte Pokalsieg. 2004 zog sich HB von der Meisterschaft nach insgesamt sieben Titeln zurück und wurde 2005 als Rekordmeister in der seit 1985 existierenden färöischen Frauenliga von KÍ Klaksvík abgelöst.

### Bekannte Spielerinnen

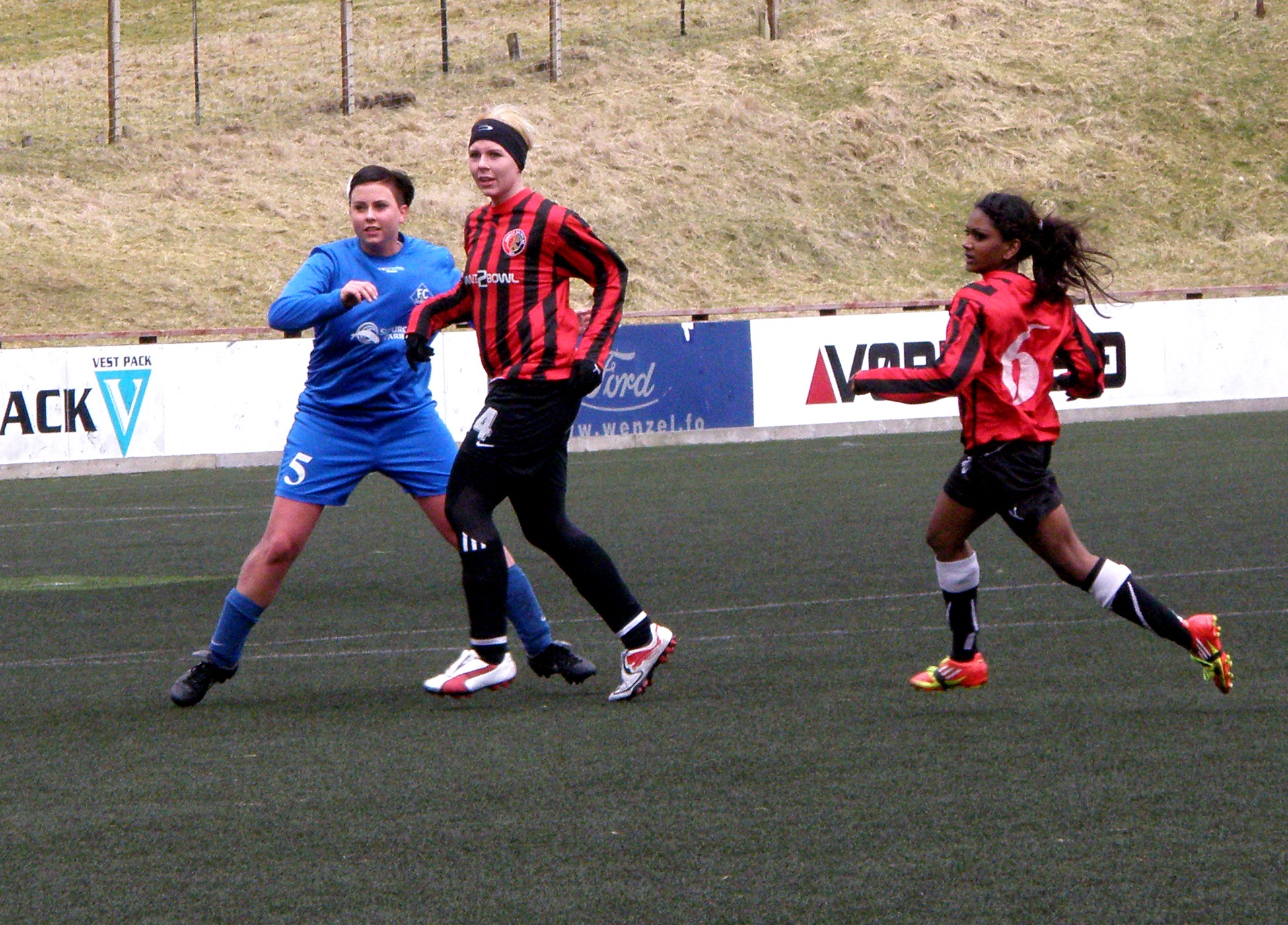
HB Tórshavn (rot-schwarz) im Spiel gegen FC Suðuroy (blau) 2012.

Aufgelistet sind alle Spielerinnen, die mindestens zehn Spiele für die Nationalmannschaft absolviert haben.
- Liljan av Fløtum (1995–2003, 2013–2022)
- Sara Lamhauge (2016–2022)
- Sarita Mittfoss (2018, 2020–2023)
- Julia Naomi Mortensen (2017–2022)
- Lív Poulsen (2011–2016, 2020)
- Heidi Sevdal (2012–2016, 2018–2019)
- Milja Simonsen (2011–2018, 2020)
- Bjørg Syderbø (2003, 2006–2007)
- Randi Wardum (2001–2003)

Rekordspielerin der ersten Liga ist Elin Maria Isaksen mit 221 Spielen. Heidi Sevdal erzielte mit 153 die meisten Tore in der Betrideildin (Stand: Ende 2024).

### Erfolge

#### Titel
- 7 × Färöischer Meister: 1986, 1988, 1989, 1993, 1994, 1995, 1999
- 6 × Färöischer Pokalsieger: 1990, 1996, 1998, 1999, 2001, 2019
- 1 × Färöischer Supercup: 2019

#### Ligarekorde
- Höchster Heimsieg: 17:0 gegen FC Hoyvík (26. Mai 2024)
- Höchste Heimniederlage: 0:10 gegen B36 Tórshavn (10. September 2006)
- Höchster Auswärtssieg: 12:0 gegen TB/FC Suðuroy/Royn (18. Juni 2022)
- Höchste Auswärtsniederlage: 0:13 gegen GÍ Gøta (18. Juni 2006)
- Torreichstes Spiel: HB Tórshavn gegen FC Hoyvík 17:0 (26. Mai 2024)
- Ewige Tabelle: 2. Platz

## Volleyball
Das Volleyballteam von HB Tórshavn gewann bei den Männern zwischen 1971 und 1978 insgesamt vier Meisterschaften. Im Ligabetrieb wird jedoch sowohl bei den Männern als auch bei den Frauen keine Mannschaft mehr abgestellt.
- 4 × Färöischer Meister der Männer: 1971, 1976, 1977, 1978